# Infamia
Infamia (do latim in-, privação ou negação e fama, "renomado" ou "de boa reputação"), na Cultura da Roma Antiga era um tipo de desonra formal envolvendo certas incapacidades e limitações legais. Ou ainda uma perda de statu jurídico ou social. Como termo técnico do Direito romano, a infamia era uma exclusão oficial das proteções legais usufruídas pelo cidadão romano, como imposta por um censor ou pretor.
A infamia era uma "consequência inevitável" para determinadas profissionais, incluindo prostitutas e cafetões, artistas como atores, dançarinos, e gladiadores. Os infames não poderiam, por exemplo, prestar depoimento em um tribunal de direito. Eles estavam sujeitos a castigos corporais, o que era geralmente reservado para escravos.
A infamia difere-se da Nota censoria, a infamia não parece ter sido criada por lei escrita, mas apenas uma antiga instituição romana. Em muitos casos, embora não em todos, era uma consequência de uma decisão judicial. O poder dos censores era em seus efeitos análogos ao da infamia, mas diferente em muitos outros aspectos.

## Definições
As disposições quanto à infamia, como aparecem na legislação de Justiniano, estão contidas em Digesto 3, título 2 De seu qui notantur Infamia e no Código de Justiniano2, título 12 Ex quibus causis Infamia irrogatur. O Digesto contém os casos de infamia enumerados no Edital do pretor. Há também várias disposições sobre o assunto no Lex Julia Municipalis (45 a.C.), comumente chamado de "Tabela Heraclea".